# Super Mario Party

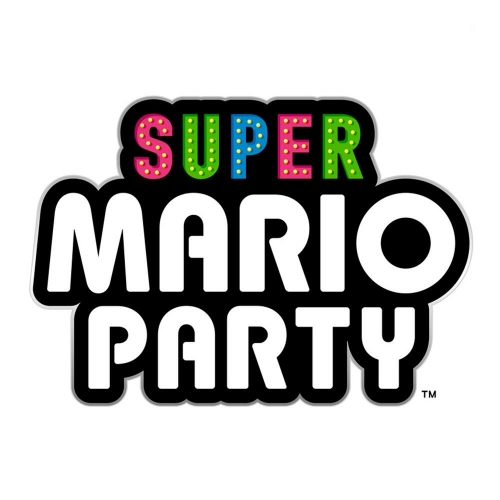
Logo

Super Mario Party är ett spel i Mario Party-serien till Nintendo Switch. Det släpptes internationellt 5 oktober 2018.
Spelet blev annonserat under E3-mässan 2018 den 11 juni 2018.